# Gustav Klimt
Gustav Klimt (14 tháng 7 năm 1862 – 6 tháng 2 năm 1918) là một họa sĩ theo trường phái tượng trưng (Symbolism) người Áo và là một trong những thành viên xuất chúng nhất của phong trào Art Nouveau Viên (Ly khai Wien). Các tác phẩm chính của ông bao gồm tranh, tranh tường, bức phác họa và nhiều tác phẩm nghệ thuật khác, nhiều tác phẩm trong số này đang được trưng bày ở gallery Ly khai Wien. Chủ đề hàng đầu của ông là mô tả hình thể của người phụ nữ và các tác phẩm vẽ bằng bút chì của ông được mô tả nét khêu gợi quyến rũ của phụ nữ dù khỏa thân hay ăn mặc kín đáo.

## Tác phẩm chọn lọc
- Quý bà cầm quạt
- Tranh vẽ trên trần Đại học Vienna

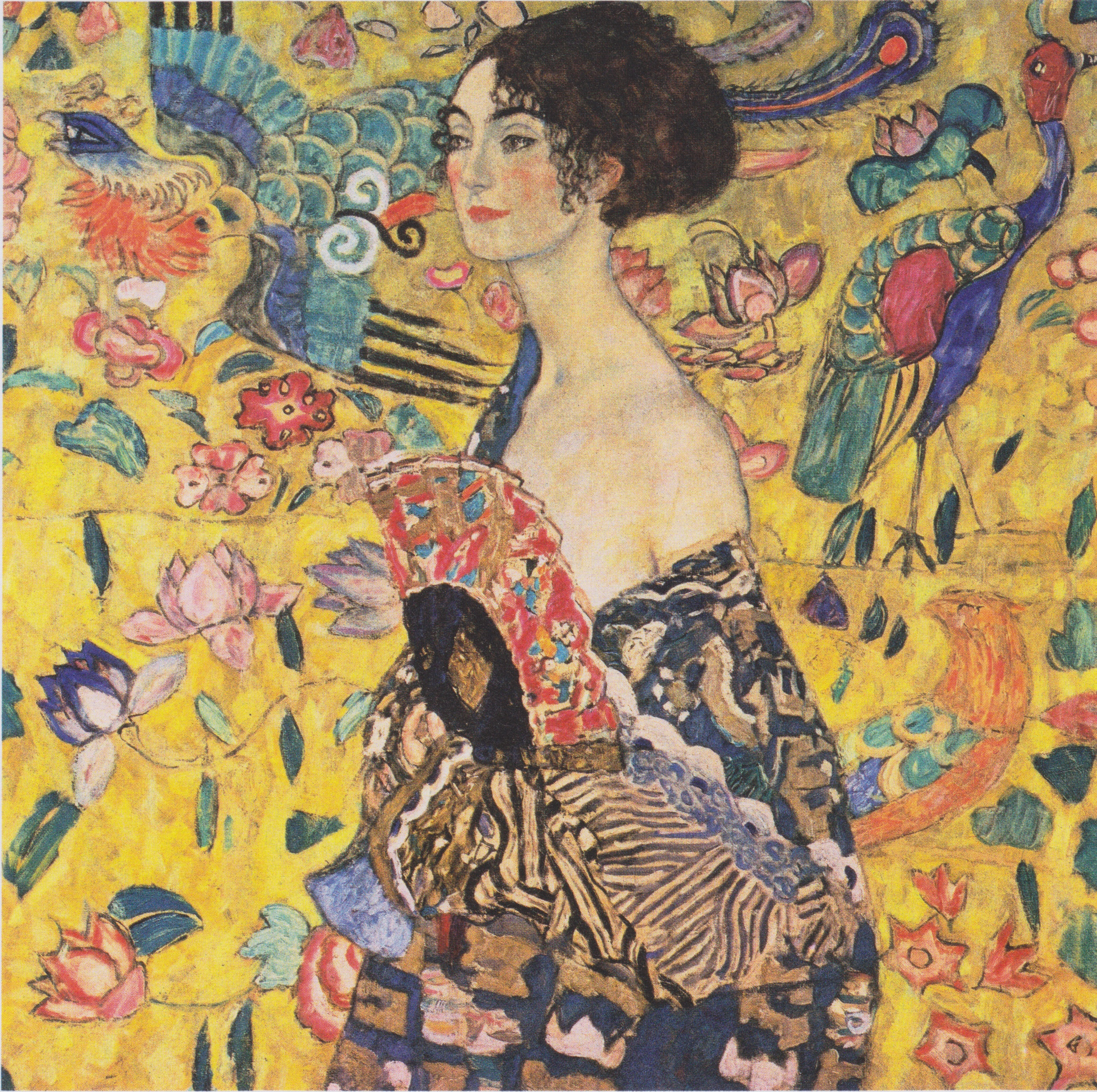
Quý bà cầm quạt

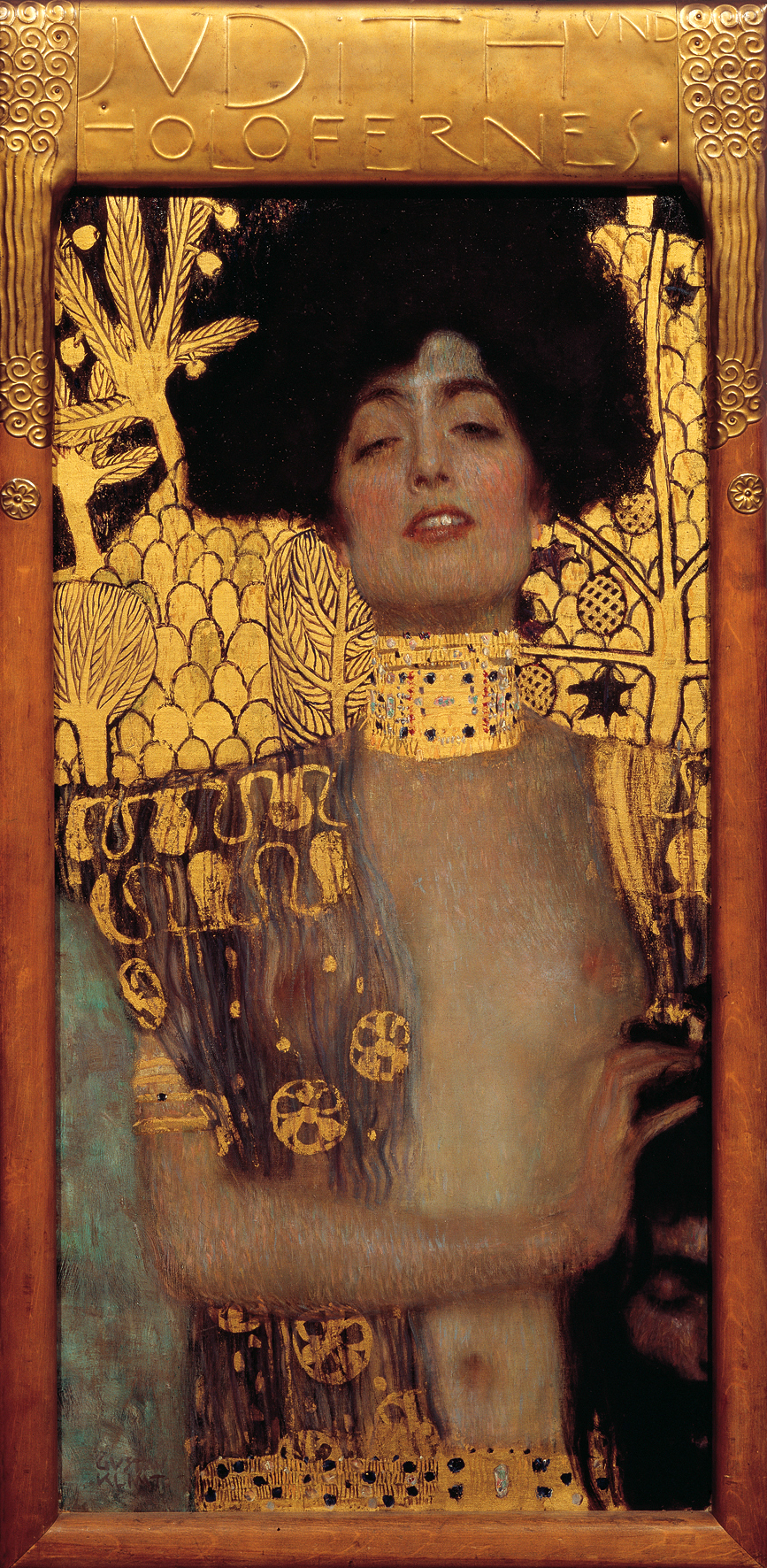
Judith and the Head of Holofernes, 1901. Belvedere, Vienna

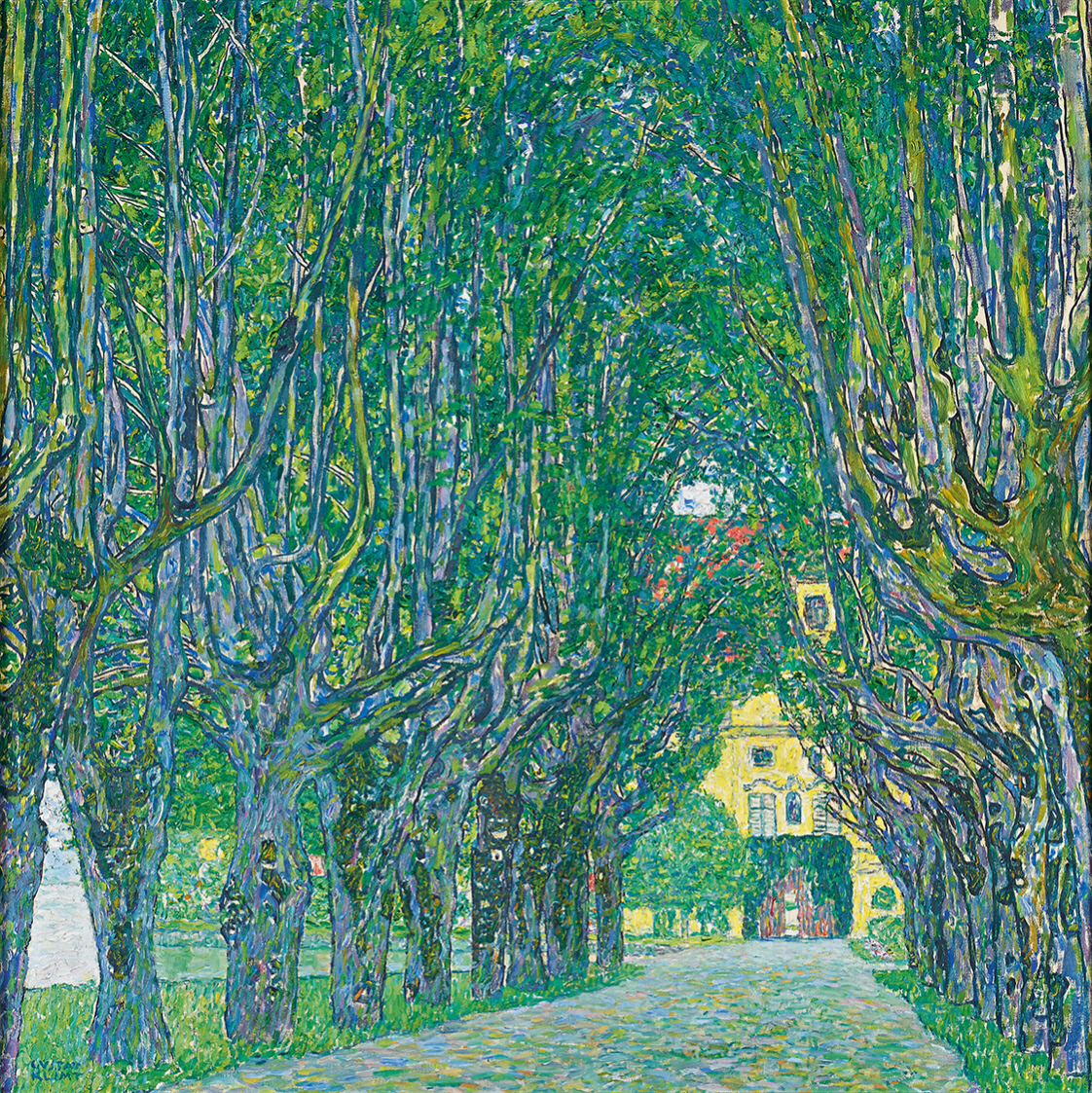
Avenue in Schloss Kammer Park, 1912. Belvedere, Vienna

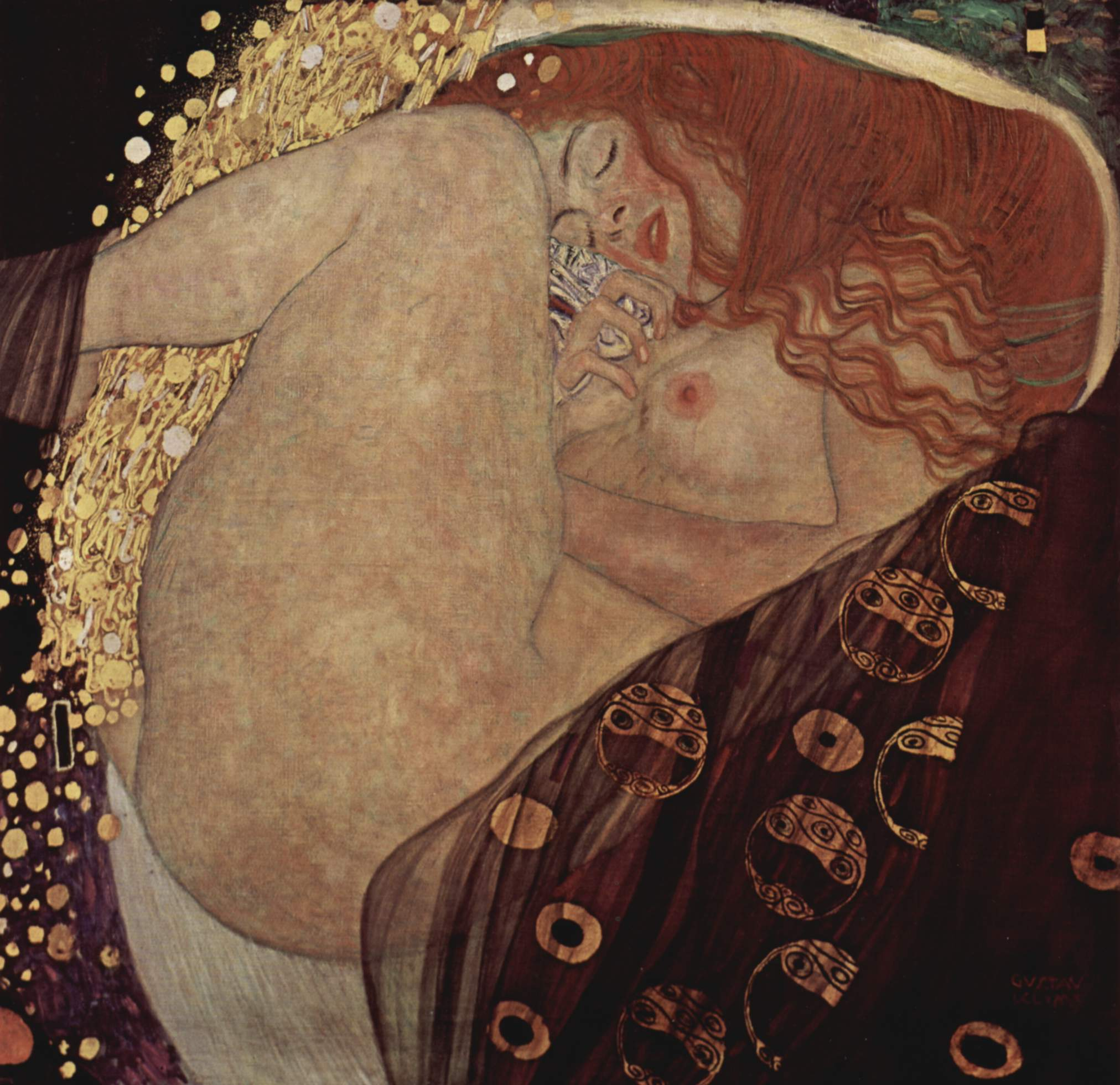
Danaë by Gustav Klimt, painted 1907. Private Collection, Vienna

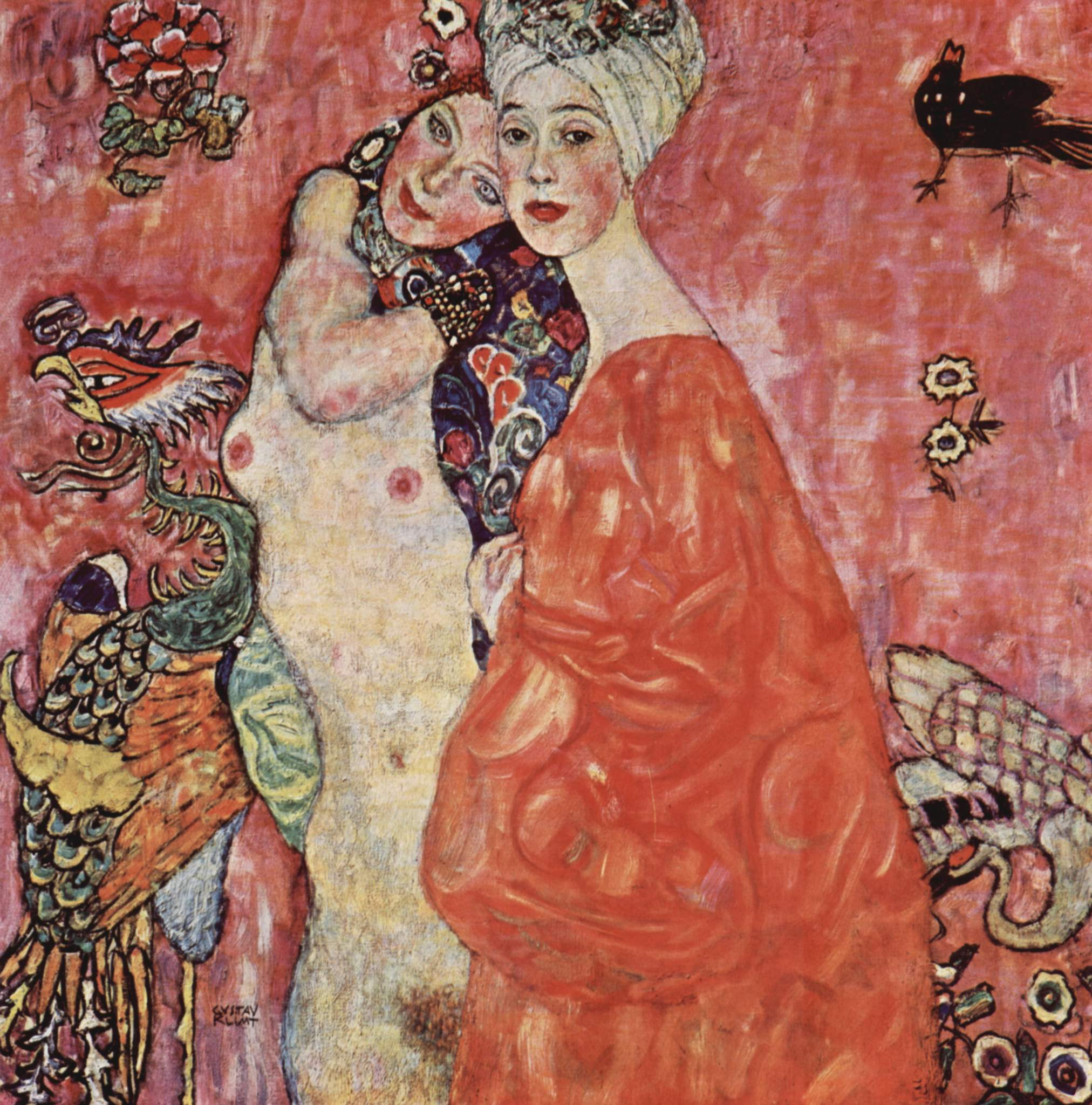
The Friends, 1916-17.

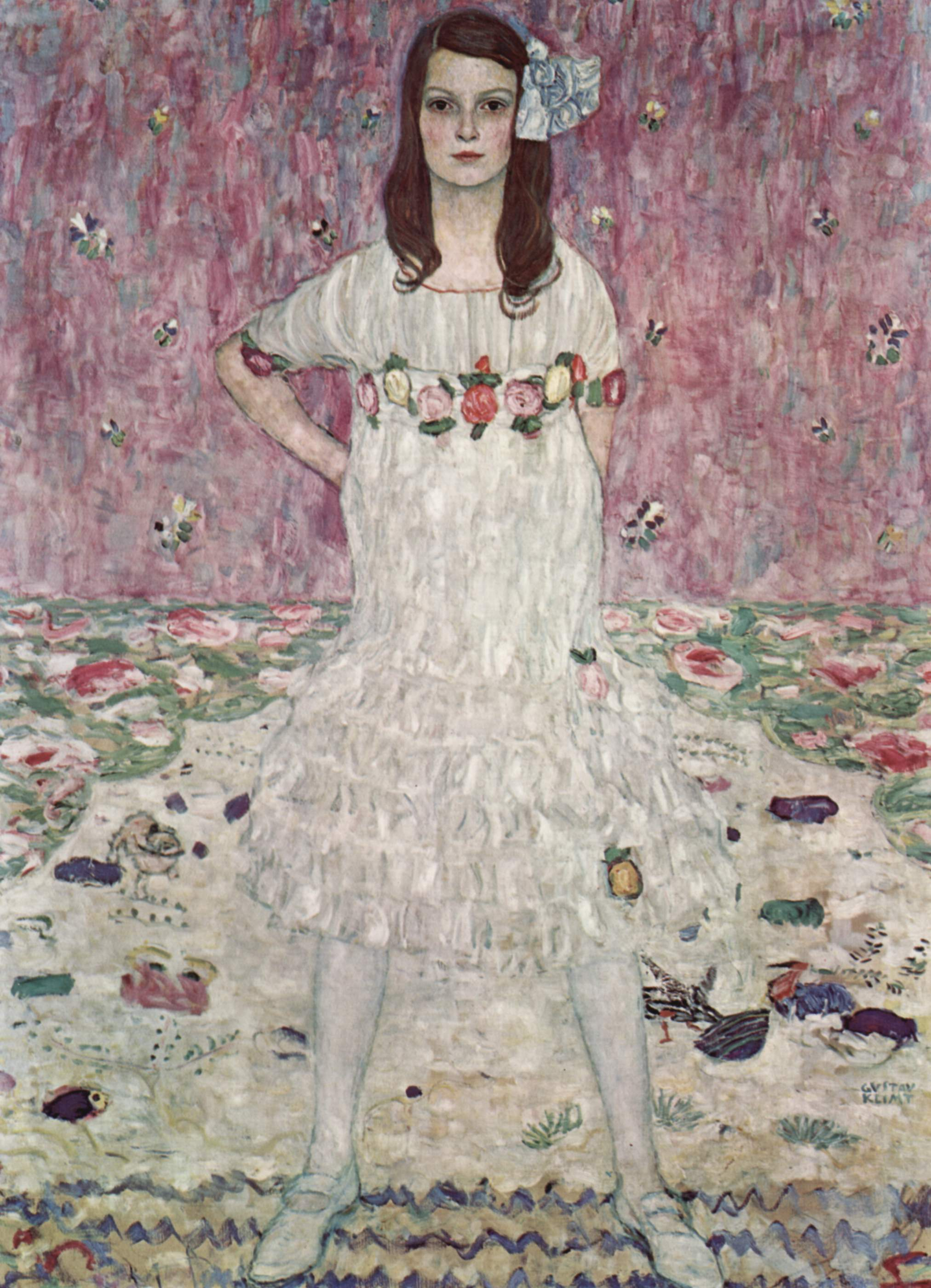
Mäda Primavesi. 1912. Oil on canvas. 150 × 110 cm. Metropolitan Museum of Art, New York.

- Tranh khảm ở Palais Stoclet tại Brussels
- Fable (1883)
- The Theatre in Taormina (1886-1888)
- Auditorium in the Old Burgtheater, Vienna (1888)
- Portrait of Joseph Pembauer, the Pianist and Piano Teacher (1890)
- Ancient Greece II (Girl from Tanagra) (1890 - 1891)
- Portrait of a Lady (Frau Heymann?) (1894)
- Music I (1895)
- Love (1895)
- Sculpture (1896)
- Tragedy (1897)
- Music II (1898)
- Pallas Athene (1898)
- Flowing water (1898)
- Portrait of Sonja Knips (1898)
- Fish Blood (1898)
- Schubert at the Piano (1899)
- After the Rain (Garden with Chickens in St Agatha) (1899)
- Nymphs (Silver Fish) (1899)
- Mermaids (1899)
- Philosophy (1899–1907) [2]
- Nuda Veritas (1899)
- Portrait of Serena Lederer (1899)
- Medicine (Hygieia) (1900–1907)
- Music (Lithograph) (1901)
- Judith I (1901)
- Buchenwald (Birkenwald) (1901)
- Gold Fish (To my critics) (1901–1902)
- Portrait of Gertha Felsovanyi (1902)
- Portrait of Emilie Floge (1902)
- Beech Forest (1902)
- Beech Forest I (1902)
- Beethoven Frieze (1902) [3][4]
- Beech woods (1903)
- Hope (1903)
- Pear Tree (1903)
- Life is a struggle(1903)
- Jurisprudence (1903–1907) [5]
- Water Serpents I (1904–1907)
- Water Serpents II (1904–1907)
- The Three Ages of Woman (1905)
- Portrait of Margaret Stonborough-Wittgenstein (1905)
- Farm Garden (Flower Garden) (1905–1906)
- Farm Garden with Sunflowers (1905-1906)
- The Stoclet Frieze (1905-1909)
- Portrait of Fritsa Reidler (1906)
- Sunflower (1906-1907)
- Hope II (1907-1908)
- Danaë (1907)
- Portrait of Adele Bloch-Bauer I (1907)
- Poppy Field (1907)
- Schloss Kammer on the Attersee I (1908)
- Nụ hôn (1907 - 1908)
- Lady with Hat and Feather Boa (1909)
- The Tree of Life (1909)
- Judith II (Salomé) (1909)
- Black Feather Hat (Lady with Feather Hat) (1910)
- Schloss Kammer on the Attersee III (1910)
- The Park (1910)
- Death and Life (1911)
- Farm Garden with Crucifix (1911-1912)
- Apple Tree (1912)
- Forester's House, Weissenbach on Lake Attersee (1912)
- Portrait of Mada Primavesi (1912)
- Portrait of Adele Bloch-Bauer II (1912)
- The Virgins (Die Jungfrau) (1913)
- The Church in Cassone (1913)
- Semi-nude seated, reclining (1913)
- Semi-nude seated, with closed eyes (1913)
- Portrait of Eugenia Primavesi (1913-1914)
- Lovers, drawn from the right (1914)
- Portrait of Elisabeth Bachofen-Echt (1914)
- Semi-nude lying, drawn from the right (1914-1915)
- Portrait of Friederike Maria Beer (1916)
- Houses in Unterach on the Attersee (1916)
- Death and Life (1916)
- Garden Path with Chickens (1916)
- The Girl-Friends (1916-1917)
- Woman seated with thighs apart, drawing (1916-1917)
- The Dancer (1916 - 1918)
- Leda (destroyed) (1917)
- Portrait of a Lady, en face (1917-1918)
- The Bride (chưa hoàn thành) (1917-1918)
- Adam and Eve (chưa hoàn thành) (1917-1918)
- Portrait of Johanna Staude (chưa hoàn thành) (1917-1918)